# Tesia
Tesia là một chi chim trong họ Cettiidae.

## Các loài
- Tesia castaneocoronata
- Tesia cyaniventer
- Tesia everetti
- Tesia olivea
- Tesia superciliaris